# Иван Васильевич (пьеса)
«Иван Васильевич» — пьеса Михаила Булгакова, работа над которой велась в 1934—1936 годах. Несколько редакций произведения было создано на основе социальной антиутопии «Блаженство». В основе сюжета — рокировка во времени, когда из-за сбоя в работе машины, изобретённой инженером Тимофеевым, московский управдом Бунша вместе с жуликом Жоржем Милославским перемещаются в XVI век, а царь Иван Грозный попадает в XX столетие. Почти водевильная путаница приводит к созданию многочисленных комических ситуаций, при которых герои, оказавшиеся в «чужих» эпохах, живут по законам своего времени. Сюжет комедии перекликается с фабулой романа Марка Твена «Принц и нищий», герои которого точно так же меняются ролями.
В 1935 году Театр сатиры приступил к работе над спектаклем «Иван Васильевич», однако после генеральной репетиции, состоявшейся весной 1936 года в присутствии партийных руководителей СССР, постановка была закрыта, а пьеса — запрещена. При жизни автора произведение ни разу не было напечатано. Впервые оно было опубликовано в 1965 году в книге Михаила Булгакова «Драмы и комедии» (издательство «Искусство»). Комедия послужила основой для известного фильма Леонида Гайдая «Иван Васильевич меняет профессию», в котором действие было перенесено в 1970-е годы.

## История создания
История «Ивана Васильевича» напрямую связана с другим произведением Булгакова — антиутопией «Блаженство». Весной 1933 года писателю было предложено написать для мюзик-холла «эксцентрическую синтетическую трёхактную пьесу». Булгаков решил создать комедию, герои которой перемещаются из Москвы 1930-х годов в XXIII столетие. Стремление заглянуть в будущее и соотнести его с настоящим было весьма популярным мотивом в литературе того времени — футуристическую тему разрабатывали Евгений Замятин («Мы»), Алексей Толстой («Аэлита»), Владимир Маяковский («Клоп», «Баня»). В «Блаженстве» у Булгакова впервые появились изобретатель машины времени (ему была дана фамилия Рейн), секретарь домоуправления Бунша-Корецкий, а также жулик Жорж Милославский, повадками напоминающий другого персонажа — Коровьева из «Мастера и Маргариты».
В процессе работы, длившейся почти год, договор с мюзик-холлом был расторгнут, но почти сразу комедией заинтересовался Театр сатиры. Однако чтение «Блаженства», состоявшееся в его стенах в апреле 1934 года, не вызвало ажиотажа у руководства — автору предложили кардинально переделать комедию. Как писала в те дни в своём дневнике Елена Сергеевна Булгакова, «им грезится какая-то смешная пьеса с Иваном Грозным, с усечением будущего». Вероятно, этот ракурс — взгляд из настоящего в грядущее — настораживал постановщиков. В письме, адресованном литературоведу Павлу Попову, Булгаков рассказывал, что обедавший с ним в ресторане директор театра внимательно выслушал рассказ об идее и проблематике «Блаженства», а затем исчез — «есть предположение, что он ушёл в четвёртое измерение».
Осенью 1934 года художественный руководитель Театра сатиры Николай Горчаков вновь напомнил Булгакову о желании труппы получить от него пьесу об Иване Грозном. В конце ноября Булгаков сделал первые наброски к «Ивану Васильевичу», а в октябре 1935 года прочитал пришедшим к нему домой представителям театра готовое произведение. По свидетельству Елены Булгаковой, успех был ошеломляющий: «Горчаков вытирал слёзы, все хохотали… Хотят пьесу пускать в работу немедленно». Вскоре машинописный вариант комедии был передан в Главрепертком, цензоры которого сделали несколько замечаний, в том числе такое: «А нельзя ли, чтобы Иван Грозный сказал, что теперь лучше, чем тогда?». После внесения авторских правок театр приступил к репетициям. Роль Ивана Грозного досталась Дмитрию Кара-Дмитриеву; в спектакле участвовали актёры Фёдор Курихин, Ева Милютина, Павел Поль и другие.
Премьера должна была состояться весной 1936 года, однако незадолго до неё сначала в «Правде», а затем — в «Литературной газете» вышли статьи, посвящённые театральным проблемам вообще и Булгакову в частности. Одна из них, озаглавленная «Внешний блеск и фальшивое содержание», касалась постановки булгаковского «Мольера», другая называлась «Реакционные домыслы М. Булгакова». По словам жены драматурга, ещё в начале этой кампании «Миша сказал — Мольеру и „Ивану Васильевичу“ конец». 13 мая в Театре сатиры прошла генеральная репетиция «Ивана Васильевича», на которой присутствовали представители ЦК ВКП(б). В тот же день пьеса была запрещена и при жизни автора больше не ставилась. Её первая публикация состоялась через четверть века после смерти автора — в 1965 году.

## Сюжет

### Действие первое
Действие происходит в московской коммунальной квартире, где инженер Николай Иванович Тимофеев создаёт машину времени. Он настолько увлечён своим изобретением, что весьма рассеянно воспринимает известие о том, что его жена — актриса Зинаида Михайловна — уходит к режиссёру Арнольду Якину. Вскоре в комнате Тимофеева появляется управдом Иван Васильевич Бунша-Корецкий и настоятельно просит, чтобы жилец сообщил о своей машине в соответствующие органы. Стремясь показать управдому её возможности, инженер поворачивает ключ и нажимает кнопку. Стена, стоящая между его комнатой и жилплощадью соседа, Антона Семёновича Шпака, исчезает. В помещении Шпака Бунша и Тимофеев видят неизвестного гражданина, выпивающего за столиком с книжкой в руках. Это Жорж Милославский, вскрывший замок Антона Семёновича с помощью отмычки. Во время второго опыта появляется палата Иоанна Грозного, который, сидя на троне в царском одеянии, диктует дьяку текст послания «преподобному игумену Козьме». Возникает паника, в результате которой царь попадает в комнату Тимофеева, а Милославский с Буншей, забравшим с собой ключ от машины, уносятся в прошлое.

### Действие второе
Инженер Тимофеев, познакомившись с Иоанном Грозным и угостив его настойкой «Горный дубняк», уходит покупать материал для нового ключа. Пока царь осваивается, в комнате появляется сначала расстроенная Зинаида, а следом за ней — Якин. Иоанн, находясь за ширмой, слушает, как актриса и её любовник бурно выясняют отношения. Когда речь заходит о постановке «Бориса Годунова», царь не выдерживает и с возмущённым вопросом «Бориса на царство?» выходит из своего укрытия. Якин, принимая Иоанна Грозного за актёра, предлагает ему контракт на двадцать тысяч рублей и работу на кинофабрике. Зинаида же быстро догадывается, что это работа её мужа: «Нет, это Кокина работа. Я вам говорила про его машину… что он вызвать хочет не то прошлое, не то будущее… Это он вызвал из прошлого царя». Иоанн заставляет Якина жениться на «соблазнённой боярыне» и жалует молодым вотчину в Костроме. После их отъезда в диалог с царём, похожим на управдома, пытается вступить обокраденный Шпак, но безрезультатно. Вернувшись из магазина, Тимофеев объясняет соседу, что это не Бунша, а настоящий Иван Грозный. Антон Семёнович даёт честное благородное слово, что будет молчать, однако, добравшись до своей комнаты, нарушает обещание и немедленно звонит в милицию.

### Действие третье
В палатах Иоанна Грозного Милославский облачает Буншу в царские одежды. Во время пребывания в прошлом они отправляют опричников на войну и принимают шведского посла, которому Милославский разрешает забрать Кемскую волость. Затем начинается пир, на котором Бунша общается с царицей Марфой Васильевной и танцует румбу. В момент, когда среди опричников назревает бунт в связи с подозрениями, что «царь не настоящий», Тимофеев включает машину времени, и герои возвращаются в московскую коммунальную квартиру. Услышав, что они отдали шведам Кемь, царь в ярости разбивает аппарат и возвращается в свои палаты. Бунша признаётся Ульяне Андреевне, что его «царицей соблазняли», но он сохранил жене верность. Всех участников действа забирает милиция. Спустя некоторое время в комнату входит Зинаида и будит уснувшего Тимофеева. В разговоре с ней выясняется, что она никогда не делала попыток уйти от мужа. Обрадованный инженер рассказывает вошедшему в квартиру Шпаку о своём сне, в котором Антона Семёновича обокрали. Расстроенный сосед отвечает, что, пока он был на службе, из его комнаты действительно унесли костюм, портсигар, патефон и другие вещи.

## Герои

### Бунша-Корецкий
Иван Васильевич Бунша-Корецкий входит в галерею булгаковских персонажей-управдомов; кроме него, в этом перечне находятся Швондер из «Собачьего сердца», Анисим Зотикович Аллилуйя из «Зойкиной квартиры», Никанор Иванович Босой из «Мастера и Маргариты». Психологический портрет Бунши был заложен ещё в «Блаженстве» — там он как секретарь домоуправления следил за жильцами и записывал результаты наблюдений: «Первого мая сего года в половине первого ночи Аврора Радаманова целовалась с физиком Рейном».
В «Иване Васильевиче» герой впервые появляется в комнате Тимофеева с домовой книгой в руках, чтобы напомнить о своевременном внесении квартплаты. Когда инженер в разговоре называет управдома князем, тот запальчиво объясняет, что его папа-князь покинул Россию ещё до рождения сына, а сам он был, вероятно, рождён от кучера Пантелея, с которым согрешила мама. Чтобы подтвердить правильное классовое происхождение, Бунша даже запасся соответствующей справкой. Тем не менее во втором действии, выпивая вместе с Иоанном, Тимофеев замечает, что в Москве есть лишь один князь — «и тот утверждает, что он сын кучера». Тема, связанная с происхождением Бунши и во многом объясняющая его внешнее сходство с Иваном Грозным, обыгрывалась Булгаковым во всех редакциях пьесы.
Бунша-Корецкий — человек хлопотливый, считающий своим долгом следить за моральным обликом населения. Он возмущается, когда, проходя по двору, слышит в окнах разговоры идейно незрелых жильцов — люди «рассказывают про советскую власть такие вещи, которые рассказывать неудобно». В рамках «культурного обслуживания» Бунша в каждой квартире устанавливает радиоточки и, делая обход, проверяет, везде ли включены приёмники. Попав в XVI век, герой сначала паникует так, что у его напарника Жоржа Милославского возникает повод для изумления: «Ой, дурак! Такие даже среди управдомов редко попадаются!». Однако, немного освоившись, герой входит в новую роль, забывает о своём «пролетарском происхождении» и с готовностью отрекается от «папы-кучера Пантелея». Управление государством он готов начать с организации жилищных контор.

### Царь
К образу Ивана Грозного Булгаков в своём творчестве обращался неоднократно; первое появление царя обнаружено в ранних, датированных 1928 годом рукописях «Мастера и Маргариты». Начав по предложению руководства Театра сатиры работать над пьесой, где Иван IV становится одним из центральных персонажей, Михаил Афанасьевич изучил немало исторических источников, следы которых так или иначе сохранились в пьесе. Однако с датами драматург обращался весьма вольно; отсюда — их несоответствие реальным событиям, происходившим в период правления царя. Так, в произведении он диктует дьяку датированный 1573 годом текст послания «преподобному игумену Козьме» в Кирилло-Белозерский монастырь. При этом на обед к мужу выходит царица Марфа Васильевна, умершая двумя годами ранее. Кроме того, в пьесе фигурирует патриарх, пришедший к государю на аудиенцию, — в то время как патриаршество в России возникло в 1589 году, уже при Фёдоре Иоанновиче.
По замечанию литературоведа Якова Лурье, эти и другие фактические ошибки не снижают значения произведения — «было бы смешным педантизмом требовать от эксцентрической комедии скрупулёзной точности в передаче исторических фактов». Знакомясь с Тимофеевым, Иоанн представляется: «Не человечьим хотением, но Божьим соизволением царь есмь!» Эту прямую цитату из послания Ивана Грозного польскому королю Стефану Баторию, написанного в 1581 году, Булгаков, возможно, обнаружил в Энциклопедическом словаре Брокгауза и Ефрона. В реплике Ивана Грозного Якину («долгому спанию, по сне зиянию, главоболию с похмелья») цитируются слова из «Повести о Великом князе Московском» Андрея Курбского, адресованные самому царю; оттуда же взяты выражения «прыщ смертный», «презлым заплатил за предобрейшее», «сам хотел царствовати и всем владети», «повинен смерти». Во время царской трапезы гусляры исполняют историческую песню «А не сильная туча затучилася… А не сильные громы грянули… Куда едет собака крымский царь» о нападении крымского хана на Москву 1572 года, текст которой известен в записях XVII столетия.
В разговоре с женой Тимофеева Зинаидой царь с явным мужским интересом замечает, что боярыня «зельною красотою лепа, бела вельми, червлёна губами». Текст, вложенный в уста Иоанна, был взят автором из «Летописной книги», вышедшей в XVII столетии; само же описание относится к дочери Бориса Годунова Ксении. Небрежное обращение царя к режиссёру Якину («Так женись, хороняка!») восходит к трагедии Алексея Константиновича Толстого «Смерть Иоанна Грозного»: именно там, в письме Андрея Курбского, употреблено — применительно к самому Ивану IV — слово «хороняка».
Царь, попав в XX век, как и Бунша, поначалу несколько теряется в неизвестном времени; он словно бы «мельчает» в незнакомом коммунальном пространстве. Однако Иоанн быстро начинает ориентироваться в новых обстоятельствах и даже после смены одежды выглядит как властитель. При этом он не только строг, но и милосерден: прощает Зинаиду за измену инженеру Тимофееву; щадит перепуганного Якина и дарит ему свою рясу и костромскую вотчину; пытается вручить деньги Шпаку, сокрушающемуся из-за украденного патефона, зажигалки, часов и «всего, что нажил непосильным трудом»:

Повелители не творят историю, но могут быть страшны или, напротив, доброжелательны по отношению к отдельным людям. Возможно, что Булгакову был известен ответ, данный учеником Сократа и учителем Диогена философом Антисфеном на вопрос, как следует относиться к власти: «Как к огню: не подходить слишком близко, чтоб не обжечься; не уходить слишком далеко, чтобы не замёрзнуть» (отражение этого афоризма есть и в «Слове Даниила Заточника», использованном Булгаковым в пьесе).

### Жорж Милославский
Жорж Милославский, описываемый Булгаковым как плохо одетый человек «с артистическим бритым лицом», появляется в Москве после трёхлетнего отсутствия и приятно удивляется произошедшим переменам — сначала обстановке в комнате Шпака («Как они все вещами обзавелись!»), а затем — техническим новинкам. Увидев машину инженера Тимофеева, Жорж вскользь замечает, что таких чудес не видел даже во время пребывания «на двух каналах» (под ними подразумеваются Беломорско-Балтийский канал и канал имени Москвы, возведённые силами заключённых). Реплику о каналах автор включил в ранние рукописи, однако из «театральной» редакции пьесы её изъял. Милославский не теряется перед прямыми вопросами управдома, которого при виде подозрительного незнакомца, обнаруженного в комнате Антона Семёновича, «терзают смутные сомнения». Ответная реакция Жоржа почти глумлива: «А что вы на меня так смотрите, отец родной?» Словосочетание «отец родной», несмотря на явный политический — для 1930-х годов — подтекст, Булгаков сохранил во всех вариантах комедии.
Оказавшись невольным спутником Бунши в путешествии во времени, Милославский и в XVI веке демонстрирует свои воровские способности: после общения с ним шведский посол обнаруживает пропажу медальона, а патриарх — золотой панагии с яхонтом и изумрудами. В то же время живость и сметливость героя фактически спасают Буншу от расправы, которую готовы учинить над «демонами» царские опричники. Там же выясняется, что Жорж, как и управдом, является носителем аристократической фамилии — по словам дьяка, князь Милославский был недавно казнён. Сообразительный герой быстро сообщает, что повешенный приходится ему родственником, от которого он «отмежевался». Возможно, Булгакову была известна фраза из записных книжек Ильи Ильфа, который иронически переименовал картину Репина, назвав её «Иван Грозный отмежёвывается от своего сына». При этом за репликой дьяка скрывается реальный исторический факт: в годы опричнины были действительно казнены некоторые представители рода Милославских, включая упомянутого в произведении «Ваньку-разбойника» — Ивана Милославского.

## Действующие лица
- Иван Васильевич Бунша-Корецкий
- Жорж Милославский
- Николай Иванович Тимофеев
- Царь Иоанн Грозный
- Дьяк Феофан

## Образ Москвы. Приметы времени
Булгаков, описывая жизнь советской Москвы, не даёт отсылок к конкретным датам, однако временны́е отрезки угадываются по репликам персонажей. Так, Зинаида, прощаясь в первом действии с Тимофеевым, упоминает, что вместе они прожили целых одиннадцать месяцев. Фраза жены инженера становится понятной в контексте времени: в богемной среде 1930-х годов, охваченной эпидемией так называемых «пробных браков» и воспринимавшей краткосрочные семейные союзы как норму, подобный стаж супружеской жизни действительно мог восприниматься как достижение. Когда Бунша, глядя на облачённого в одежды Шпака визитёра, замечает, что костюм на нём точно такой же, как у Антона Семёновича, Милославский отвечает, что материю для него они вместе приобретали в торгсине. За этой вывеской, расшифровывавшейся как «торговля с иностранцами», скрывались закрытые спецмагазины, расчёты в которых осуществлялась в золоте или валюте. Они существовали в СССР с 1931 по 1936 год.
Царь, попав в XX век, называет комнату Тимофеева «хоромами неважными» (в одной из редакций применительно к ним использовано более жёсткое определение — «паршивые»). Булгаков, жилищные проблемы которого оставались нерешёнными в течение долгого времени, включил беспокоивший его «квартирный вопрос» и в «Ивана Васильевича», и в роман «Мастер и Маргарита». В 1933 году Михаил Афанасьевич, по требованию застройщика освободивший жильё на Большой Пироговской, вынужден был скитаться по чужим углам; в письме, адресованном прозаику Викентию Вересаеву, он сообщал: «Итак, на склоне лет я оказался на чужой площади». Упоминается в пьесе и модный в ту пору ресторан «Метрополь» — Милославский, сравнивая трапезу в царских палатах с респектабельным советским заведением, замечает, что «в „Метрополе“ ждёшь, ждёшь, пока тебе салатик подадут».
В Москве XVI века изображаются совсем иные картины, но террор опричнины, устранение любого свободомыслия (в пьесу включена легенда про безымянного холопа, посаженного на бочку с порохом за изобретение летательного аппарата с крыльями) создаёт ассоциации с атмосферой в советской столице 1930-х годов. Как отметил писатель Вениамин Каверин в предисловии к первой публикации «Ивана Васильевича», в определённый момент «забавный контраст между двумя эпохами начинает выглядеть не столь уж забавным». Выразителем взглядов Булгакова о советских «опричниках» становится Жорж Милославский, который произносит: «Простите, ваше величество, за откровенность, но опричники ваши просто бандиты!»

## Художественные особенности
Прослеживая путь от «Блаженства» к «Ивану Васильевичу», исследователи обратили внимание на то, что Булгаков в процессе работы над пьесами, одна из которых «выросла» из другой, использовал художественные приёмы, соотносящиеся с их жанровой природой. «Блаженство» — это социальная антиутопия, в которой картины XXIII века нарисованы с помощью фантастического гротеска, тогда как основу сюжета «Ивана Васильевича» составляет почти водевильная неразбериха. Острый комический эффект создаётся благодаря путанице и переполоху, связанным с появлением в «чужих» эпохах двух Иванов Васильевичей, внешне весьма похожих друг на друга.
Определённые разногласия, возникшие в среде литературоведов и театроведов, касались природы комического в пьесе. Так, Владимир Сахновский-Панкеев писал, что нет никаких оснований называть «Ивана Васильевича» исторической пьесой. Царь, попавший в коммунальную квартиру XX века, невольно оказывается вовлечённым в семейные перипетии инженера Тимофеева. Забавные ситуации возникают из-за того, что Иоанн пытается улаживать чужие конфликты и разрешать неурядицы по законам своего времени. Однако, по мнению Сахновского-Панкеева, если бы на месте Ивана Грозного оказался любой другой влиятельный деятель былых столетий, эффект был бы ровно таким же — «иным стал бы лишь колорит». По мнению Виктора Петелина, в «Иване Васильевиче» обнаруживается «сатира на прошлое», тогда как искусствовед Наталья Мутья считает, что основная интонация в пьесе — ироническая, причём авторская ирония обращена на булгаковскую эпоху и касается в основном быта: коммунальных квартир, насильственно внедряемой радиопропаганды, дефицитного товара в торгсине.
Своеобразным «образом-эпиграфом» пьесы является радиоприёмник, установленный неутомимым Буншей в коридоре квартиры, — он не только служит фоном и приметой времени, но и несёт немалую смысловую нагрузку. В разных редакциях комедии Булгаков использовал различные варианты передач, несущихся из рупора. К примеру, в одной из версий населению предлагается прослушать продолжение оперы Римского-Корсакова «Псковитянка». Инженер реагирует на хрипы из приёмника весьма резко: «Мне надоел Иоанн с колоколами!». В другой редакции пьесы звучит «утренняя лекция свиновода», на которую Тимофеев, занятый сложными расчётами, откликается репликой: «Но разве можно с такими свиньями, чтобы вышло что-нибудь путное?».

## Литературные параллели
«Иван Васильевич» перекликается с некоторыми произведениями русской и зарубежной литературы, в том числе булгаковскими. Сама по себе тема перемещения по эпохам не нова — о путешествиях такого рода писал ещё Герберт Уэллс в научно-фантастическом романе «Машина времени». Однако Михаил Афанасьевич, разрабатывая её, в большей степени тяготел к творчеству своих друзей Ильи Ильфа и Евгения Петрова, поэтому в «Иване Васильевиче» слышатся интонации «Золотого телёнка», а обаятельный жулик Жорж Милославский является близким литературным родственником Остапа Бендера. Кроме того, на стилистику пьесы оказал влияние тот факт, что параллельно Булгаков работал над романом «Мастер и Маргарита». Определённое тематическое пересечение проявляется в том, что оба произведения несут в себе мысль о пагубности беспредельной власти и уроне, наносимом деспотизмом любому творчеству, будь то роман Мастера, машина инженера Тимофеева или летательный аппарат неведомого холопа.
Тема «двойничества», заявленная в «Иване Васильевича», восходит, по мнению литературоведа Якова Лурье, к роману Марка Твена «Принц и нищий», герои которого — Том Кенти и принц Эдуард VI — меняются ролями: ребёнок из низшего сословия попадает в королевский дворец, а похожий на него мальчик-аристократ оказывается на лондонских улицах. Разница между персонажами Булгакова и Марка Твена заключается в том, что Том Кенти отличается умом и сообразительностью, и это помогает ему выпутываться из сложных дворцовых ситуаций. Управдом Бунша, напротив, недалёк, нерасторопен и труслив; царские обязанности он выполняет фактически под диктовку Жоржа Милославского.

## Театральные постановки
После генеральной репетиции «Ивана Васильевича», состоявшейся 13 мая 1936 года на сцене Театра сатиры, и последовавшего за ней закрытия спектакля булгаковская пьеса не ставилась более тридцати лет. Её возвращение в советскую театральную жизнь произошло во второй половине 1960-х годов, после публикации в книге «Драмы и комедии». Первые постановки были осуществлены в Омском театре драмы (1967), Театре киноактёра (1967), Русском драматическом театре имени Самеда Вургуна (1968). В рецензии, посвящённой омскому спектаклю и опубликованной в журнале «Театр» (1968, № 3), отмечалось, что при переносе действия на сцену из комедии Булгакова ушла глубина — осталось лишь легковесное водевильное веселье. В 2011 году к пьесе обратился Электротеатр Станиславский. Спектакль в жанре фарс-мажор «Иван Васильевич» поставил режиссёр Александр Горбань. Роли Бунши и Ивана Грозного исполнил Валерий Афанасьев. В спектакле также участвовали Ирина Коренева (Царица), Татьяна Ухарова (жена Бунши), Юрий Дуванов (Шпак).

## Экранизация
В 1973 году на экраны вышел художественный фильм Леонида Гайдая «Иван Васильевич меняет профессию», сценарий к которому режиссёр написал вместе с Владленом Бахновым. Создатели картины не только перенесли действие из 1930-х годов в 1970-е — они изменили название, сместив тем самым акценты. Если в наименовании булгаковской пьесы подразумевается царь (этот персонаж появился после настоятельных просьб со стороны руководства Театра сатиры), то в ленте Гайдая главным героем становится управдом Бунша, меняющий после перемещения в XVI век свою профессию и ставящий на документах подпись «и. о. царя».
Цитаты из фильма
- Замуровали, демоны![Прим 2]
- Бориску на царство?[Прим 3]
- Ты почто боярыню обидел, смерд?[Прим 4]
- Оставь меня, старушка, я в печали[Прим 5].
- Я требую продолжения банкета![Прим 6][50]

Картина была с интересом встречена и зрителями, и прессой. Так, кинокритик Юрий Богомолов писал на страницах журнала «Советский экран», что расхождения между экранизацией и булгаковской комедией — «обдуманные и заведомые»: «Время в фильме перемонтировано более остро, чем в пьесе». В ленте, наполненной трюками и эксцентрикой, виден узнаваемый гайдаевский «почерк», а созданная режиссёром «карнавальная стихия» сближает картину с другой экранизацией того же режиссёра — «Двенадцатью стульями». Отдельно был отмечен образ Жоржа Милославского в исполнении Леонида Куравлёва — по словам критика, это не «вор в роли артиста, а артист в роли вора».
Киновед Андрей Зоркий в публикации журнала «Искусство кино» (1974, № 1) отметил, что булгаковская фантазия, соединённая с гайдаевской эксцентрикой, превратилась в остроумное действо. В число наиболее ярких эпизодов киновед включил погоню стрельцов за Буншей и Милославским по галереям Кремля, царскую трапезу с изысканными яствами и мизерной порцией «заморской» баклажанной икры, песни гусляров и танцы в царских хоромах. Полемизируя с противниками экранизаций, считающими, что любое литературное произведение, рассказанное языком кинематографа, утрачивает стиль и интонацию первоисточника, Зоркий писал, что «в искусстве экранизации художник всегда отражается в другом художнике, произведение отражается в другом произведении».

## Комментарии
1. ↑  Финал пьесы в авторских вариантах текста разный: концовка, где всё происходящее представлено как реальное событие, присутствовала в первой редакции, а как сон инженера — во второй[17].
2. ↑  Цитата из фильма, в пьесе отсутствует[50]
3. ↑  В пьесе фраза звучит иначе: «Бориса на царство?»[50]
4. ↑  В пьесе звучит иначе: «Почто ты боярыню обидел, смерд?»[50]
5. ↑  Цитата из пьесы[50]
6. ↑  В пьесе фраза звучит иначе: «Я требую продолжения танца!»[50]